# سیارک ۱۷۰۹۵
سیارک ۱۷۰۹۵ (به انگلیسی: 17095 Mahadik، نامگذاری:1999JN26) هفده هزار و نود و پنجمین سیارک کشف شده‌است که در ۱۰ مه ۱۹۹۹ کشف شد.
قدر مطلق سیارک برابر ۱۷.۸ است.